# Marche a l'ombre
Marche a l'ombre är en fransk komedifilm från 1984 i regi av Michel Blanc.

## Rollista i urval
- Gérard Lanvin - François
- Michel Blanc - Denis
- Sophie Duez - Mathilde
- Katrine Boorman - Katrina
- Maka Kotto - Joseph
- Bernard Farcy - M. Christian
- François Berléand - polisinspektören